# 正規直交系
線型代数学並びに関数解析学における正規直交系（せいきちょっこうけい、英: orthonormal system、ONS）は互いに直交しかつそのノルムが1に規格化されたベクトルの集まりである。
特に、正規直交系が完全系（任意のベクトルが正規直交系によって展開可能）である場合には、完全正規直交系（英: complete orthonormal system）または正規直交基底と呼ばれ、CONSと表される。ヒルベルト空間論の基礎的な概念であるとともに、正規直交系に基づく展開原理は物理学、工学への応用において重要となる。

## 定義

### 直交系
内積 ⟨•, •⟩ を有するベクトル空間 {\displaystyle V}（内積空間）において、ベクトル {\displaystyle x\in V} の集合 {\displaystyle \{x_{n}\}} が互いに直交する、すなわち内積について
{\displaystyle \langle x_{m},x_{n}\rangle =0\quad (m\neq n)}
が成り立つとき、{\displaystyle \{x_{n}\}} は直交系（英: orthogonal system）であるという。

### 正規直交系
直交系 {\displaystyle \{e_{n}\}} が内積で定まるノルムについて規格化されている（||en||=1）、すなわち、
{\displaystyle \langle e_{m},e_{n}\rangle =\delta _{mn}}
であるとき、{\displaystyle \{e_{n}\}} は正規直交系であるという。ただし、δmn はクロネッカーのデルタである。
有限個または可算個の一次独立なベクトル {xn} が存在する場合、グラム・シュミットの正規直交化法により、{xn} から正規直交系を具体的に構成することができる。

### 完全正規直交系
内積で定まるノルムについて完備であるヒルベルト空間を論ずる際において、正規直交系は重要な役割を果たす。ヒルベルト空間において、正規直交系 {en} が完全系である、すなわち
{\displaystyle \langle x,e_{n}\rangle =0\quad \forall n\Longrightarrow x=0}
を満たすとき、{en} は完全正規直交系、または正規直交基底であるという。完全正規直交系においては、任意のベクトルx に対し、
{\displaystyle x=\sum _{n}\langle x,e_{n}\rangle e_{n}}
という展開が可能となる。ただし、無限列についてはノルムに関する収束を表すものとする。
任意のヒルベルト空間において、完全正規直交系は存在するが、特に可分なヒルベルト空間であれば、高々可算個からなる完全正規直交系が存在する。

## 性質

### 完全正規直交系
完全正規直交系の性質を特徴付ける定理として、次の同値性が成り立つ。
定理
ヒルベルト空間 H の正規直交系 {en} に対し、以下は同値となる。
1. {en} が完全正規直交系をなす。
2. {en} の一次結合全体が H で稠密である。
3. （フーリエ級数） 任意の x ∈H について、
{\displaystyle x=\sum _{n}\langle x,e_{n}\rangle e_{n}}が成り立つ。
4. （リース・フィッシャーの等式） 任意の x ∈H について、
{\displaystyle \|x\|^{2}=\sum _{n}|\langle x,e_{n}\rangle |^{2}}が成り立つ。
5. （パーセバルの等式） 任意の x, y ∈H について、
{\displaystyle \langle x,y\rangle =\sum _{n}\langle x,e_{n}\rangle \langle e_{n},y\rangle }が成り立つ。

## 正規直交系の例

### 完全系の例
自乗総和可能数列空間の基底
n 番目の成分だけ 1 でそれ以外を 0 とする数列
{\displaystyle e_{n}=(0,0,\dots ,0,1,0,\dots )\quad (n=1,2,\dots )}
で与えられる {en} は l2 空間の完全正規直交系である。
三角関数系
定数関数 1/√2π と三角関数の列
{\displaystyle {\frac {1}{\sqrt {2\pi }}},\,{\frac {\cos {\pi t}}{\sqrt {\pi }}},\,{\frac {\sin {\pi t}}{\sqrt {\pi }}},\,{\frac {\cos {2\pi t}}{\sqrt {\pi }}},\,{\frac {\sin {2\pi t}}{\sqrt {\pi }}},\dots }
からなる {1/√2π, cos(nπt)/√π, sin(nπt)/√π }n=1,2,… は、L2([−π, π]) で完全正規直交系である。

### 完全系でない例
正弦関数系
正弦関数の列
{\displaystyle {\frac {\sin {\pi t}}{\sqrt {\pi }}},\,{\frac {\sin {2\pi t}}{\sqrt {\pi }}},\,{\frac {\sin {3\pi t}}{\sqrt {\pi }}},\dots }
からなる { sin(nπt)/√π }n=1,2,… は、L2([−π,π]) で正規直交系をなすが、完全系ではない。実際、偶関数は { sin(nπt)/√π }n=1,2,… では展開できない。
ラーデマッハ関数系
区間 [0, 1] 上でラーデマッハ関数は、
{\displaystyle r_{n}(t)=\operatorname {sgn} (\sin {2^{n}\pi t})\quad (n=0,1,2,\dots )}
で定義される。{rn(t)} は L2([0, 1]) で正規直交系であるが、完全系ではない。

## 正規直交化法による構成
グラム・シュミットの正規直交化法を応用することで、一次独立なベクトルの集合から正規直交系を構成することができる。

### 直交多項式の例
ルジャンドル多項式
区間 [−1, 1] 上の関数列
{\displaystyle 1,t,t^{2},\dots }
を L2([−1, 1]) で正規直交化することで、
{\displaystyle p_{n}(t)={\frac {1}{2^{n}n!}}{\biggl (}n+{\frac {1}{2}}{\biggr )}^{1/2}{\frac {d^{n}}{dt^{n}}}(t^{2}-1)^{n}\quad (n=0,1,2,\dots )}
からなる正規直交系 {pn(t)} を得る。これはルジャンドル多項式 Pn(t) に規格化定数 (n + 1/2)1/2 を乗じた直交多項式である:
{\displaystyle p_{n}(t)={\biggl (}n+{\frac {1}{2}}{\biggr )}^{1/2}P_{n}(t)}
エルミート多項式
R 上で一次独立な
{\displaystyle e^{-t^{2}/2},te^{-t^{2}/2},t^{2}e^{-t^{2}/2},\dots }
を L2(R) で正規直交化することで、
{\displaystyle h_{n}(t)={\frac {1}{\sqrt {n!{\sqrt {2\pi }}}}}(-1)^{n}{\frac {d^{n}}{dt^{n}}}e^{-t^{2}/2}\quad (n=0,1,2,\dots )}
からなる正規直交系 {hn(t)} を得る。これはエルミート多項式 Hn(t) に (2π)−1/4(n!)−1/2e−t2/2 を乗じた関数系である;
{\displaystyle h_{n}(t)={\frac {1}{\sqrt {n!{\sqrt {2\pi }}}}}e^{-t^{2}/2}H_{n}(t)}
ラゲール多項式
[0, ∞) で一次独立な
{\displaystyle e^{-t/2},te^{-t/2},t^{2}e^{-t/2},\dots }
を L2([0, ∞)) で正規直交化することで、正規直交系
{\displaystyle l_{n}(t)={\frac {1}{n!}}e^{t/2}{\frac {d^{n}}{dt^{n}}}(e^{-t}t^{n})\quad (n=0,1,2,\dots )}
を得る。{ln(t)} はラゲール多項式 Ln(t) に e−t/2 を乗じた関数系である;
{\displaystyle l_{n}(t)=e^{-t/2}L_{n}(t)}